# Bogoljubský klášter
Bogoljubský klášter Narození Bohorodice (rusky Боголюбский монастырь Рождества Богородицы) je ženský pravoslavný klášter v obci Bogoljubovo ve Vladimirské oblasti Ruska. Rozkládá se na pozůstatcích hradu Andreje Bogoljubského z 12. století, který je jedinou civilní světskou stavbou Kyjevské Rusi, která se alespoň částečně dochovala. Chrám Narození Panny Marie, který zahrnuje fragmenty tohoto hradu, je tak v rámci Bílých památek Vladimiru a Suzdalu zanesen na seznam světového dědictví UNESCO.

## Hrad Andreje Bogoljubského
Vladimirsko-suzdalský kníže Andrej Jurjevič Bogoljubskij, druhý syn knížete Jurije Dolgorukého, založil na místě současného kláštera svou mimoměstskou rezidenci, „hrad kámen“ Bogoljubovo, v němž dal též postavit chrám zasvěcený narození Panny Marie. Knížecí hrad zahrnoval kromě chrámů také dvoupatrový kamenný palác, mohutný val a kamenné hradby. Ke stavbě byl použit bílý vápenec. Kníže Bogoljubskij měl toto své sídlo údajně ve velké oblibě, rád zde odpočíval, když se vrátil z vojenských tažení. Právě zde však také našel smrt, když byl roku 1174 zabit bojary, kteří se proti němu spikli.

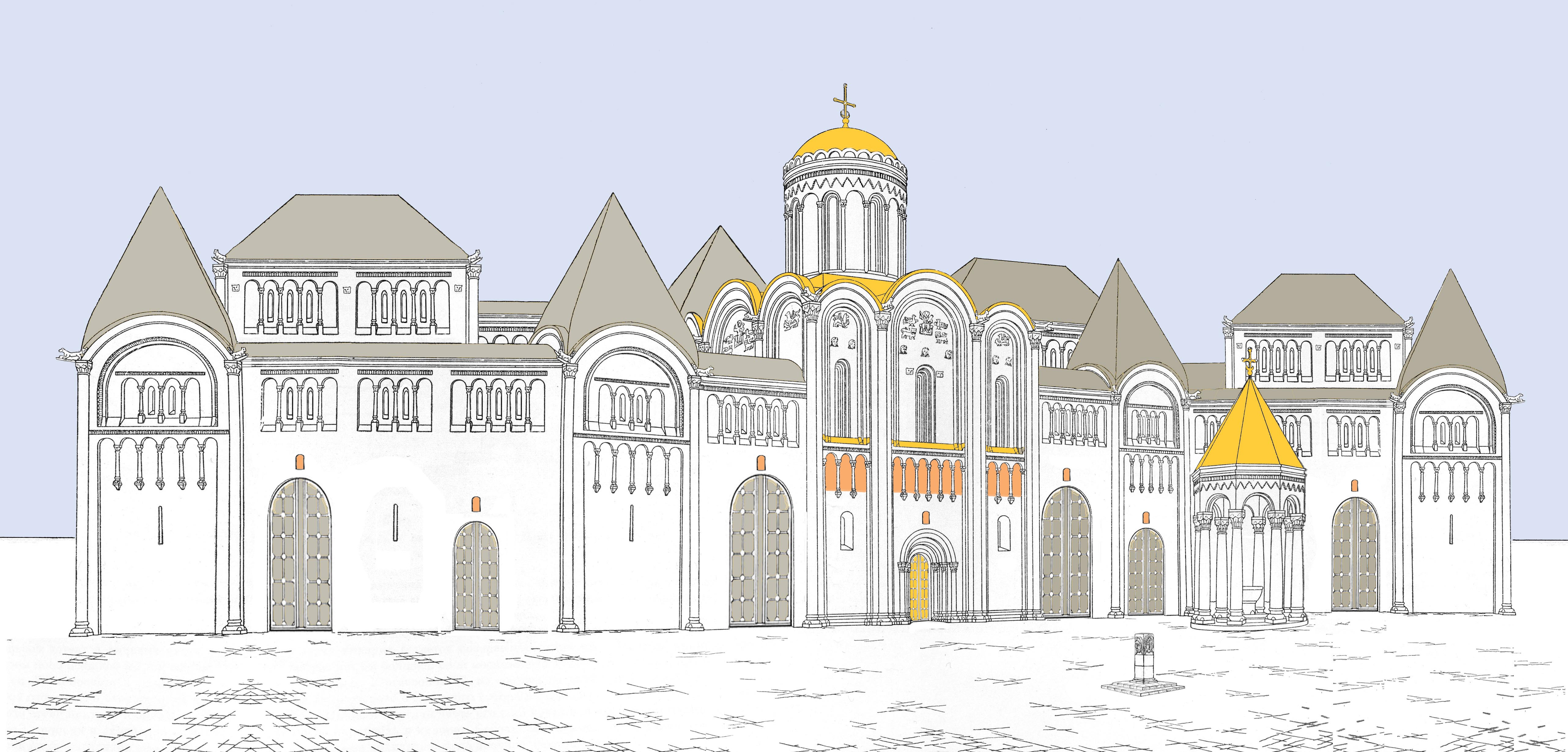
Předpokládaná podoba hradu

Další osudy hradu nejsou zcela jasné. Nebyl nejspíš nadále užíván ke svému původnímu účelu a možná již v 13. století zde vzniknul klášter, aby byl vykoupen hřích vraždy, která se zde odehrála. Během staletí potom vzaly jednotlivé objekty za své.
Až do 50. let 20. století byl hrad považován za zcela zničený. Roku 1954 však bylo objeveno, že při stavbě chrámu Narození Panny Marie (zbudovaný 1751) byla využita část paláce původního hradu. Na asi 8 metrů vysokém torzu původní věže byla dostavěna nová zvonice. Z Bogoljubova hradu pochází i spojovací chodba, propojující dnes zvonici s chrámovým chórem - původně se jednalo o chodbu nad průjezdem. Zachovaly se i zbytky původního chrámu, který se zřítil roku 1722 - současný chrám Narození Panny Marie stojí na jeho soklu.
Tento fragment je tak jedinou (byť jen částečně) dochovanou světskou civilní stavbou Kyjevské Rusi.

## Bogoljubský klášter
Klášter vzniknul nejspíše ve 13. století v prostorách hradu Andreje Bogoljubského. Písemné zmínky o něm jsou ze začátku však velmi sporadické. Roku 1687 se stal domovským klášterem moskevského patriarchy, od roku 1753 klášterem synodálním. V letech 1855-1866 vznikla dominanta kláštera, obrovský chrám Bogoljubské ikony Boží Matky. Roku 1923 byl chrám bolševiky uzavřen a přeměněn na muzeum. V roce 1991 se navrátil církvi, od roku 1997 zde trvale žije komunita řádových sester. Došlo k generální rekonstrukci celého areálu a několika novým přístavbám. Byla obnovena tradice každoroční pouti s Bogoljubskou ikonou Boží Matky, která se koná vždy 1. června.
Do roku 2010 zde také fungoval klášterní dívčí dětský domov, který však byl kvůli vážným podezřením na týrání svěřenkyň nakonec uzavřen. Došlo totiž k několika útěkům dívek, které vypovídaly o krutém zacházení ze strany jeptišek. Dnes tak z rozhodnutí vladimirského archiepiskopa platí zákaz vstupu do klášterních prostor pro všechny nezletilé, byť i v doprovodu rodičů.

## Galerie

### Hrad Andreje Bogoljubského

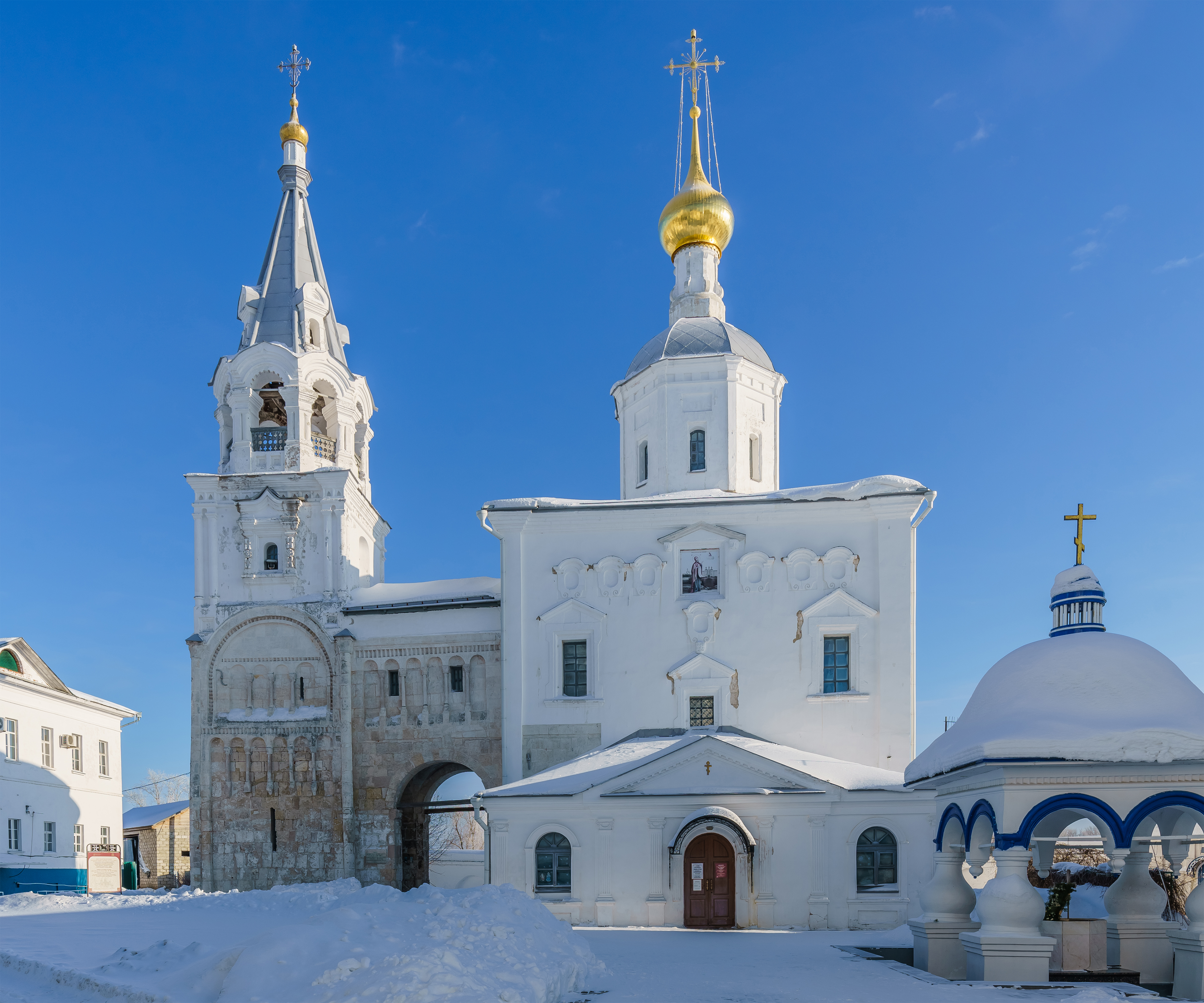
Chrám Narození Panny Marie, v levé části, pod zvonicí, neomítnuté pozůstatky hradu (pohled ze Z)
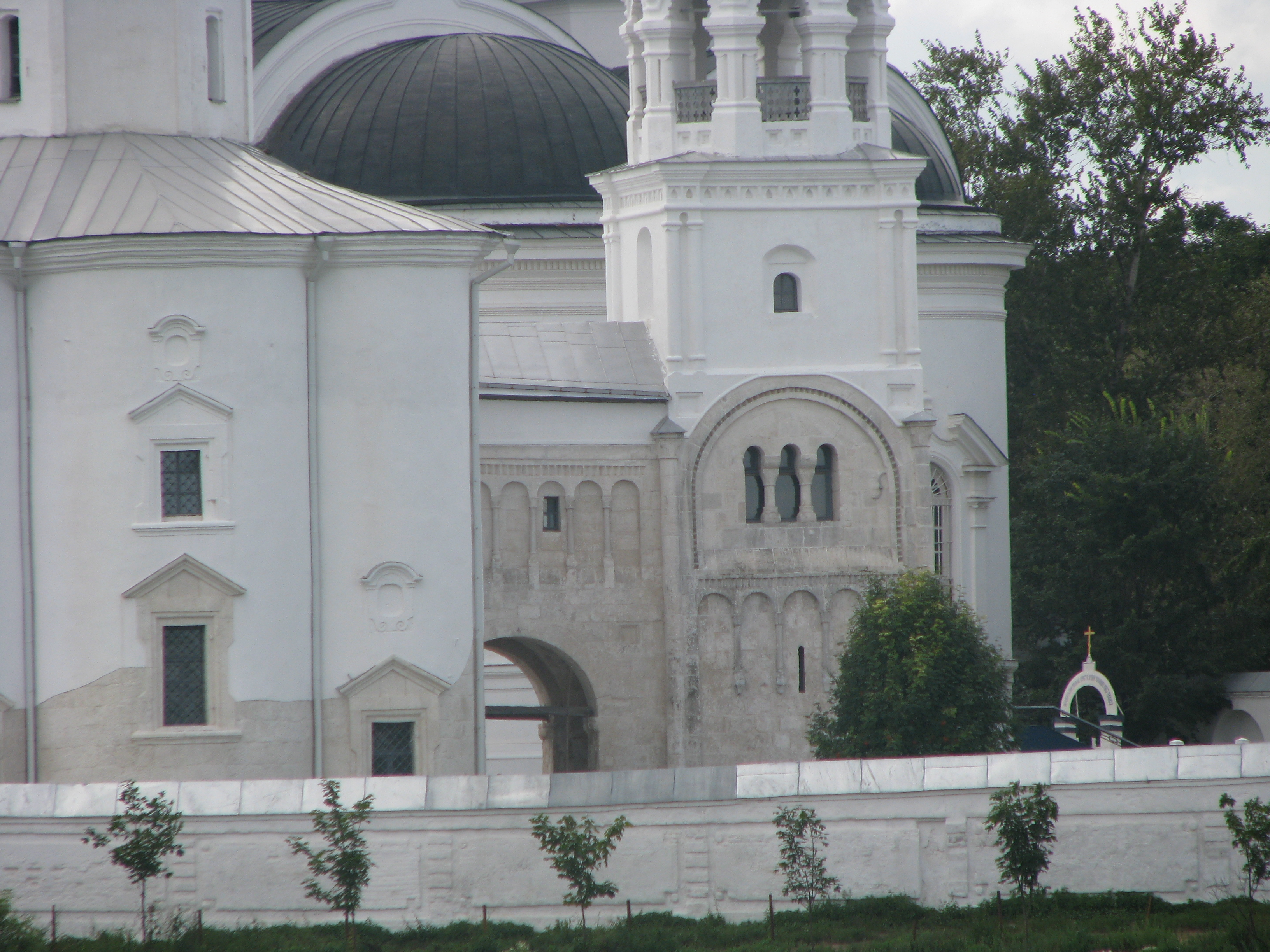
Tentýž chrám zezadu (pohled z JV)
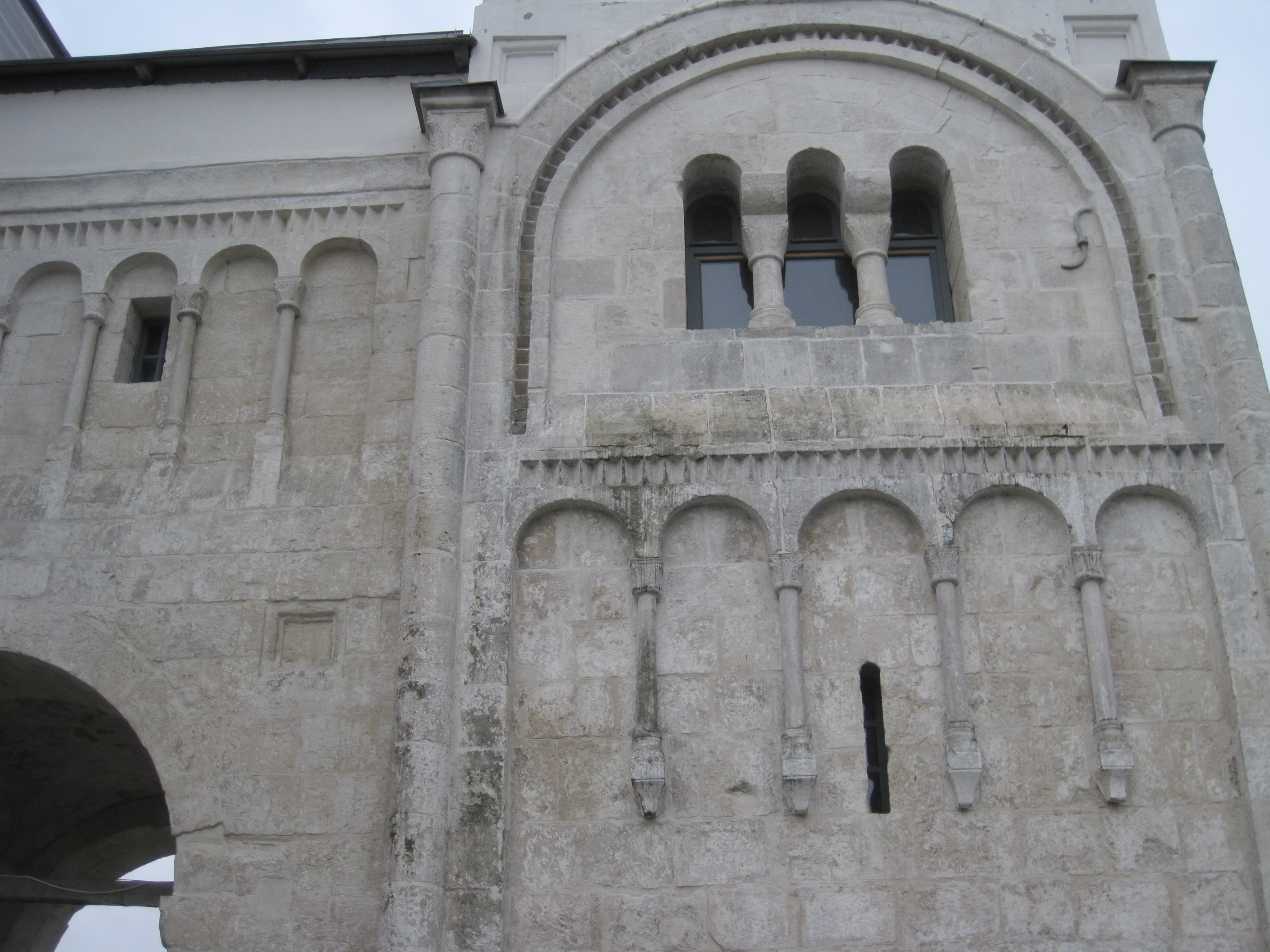
Detail někdejšího paláce (pohled zezadu, z V)
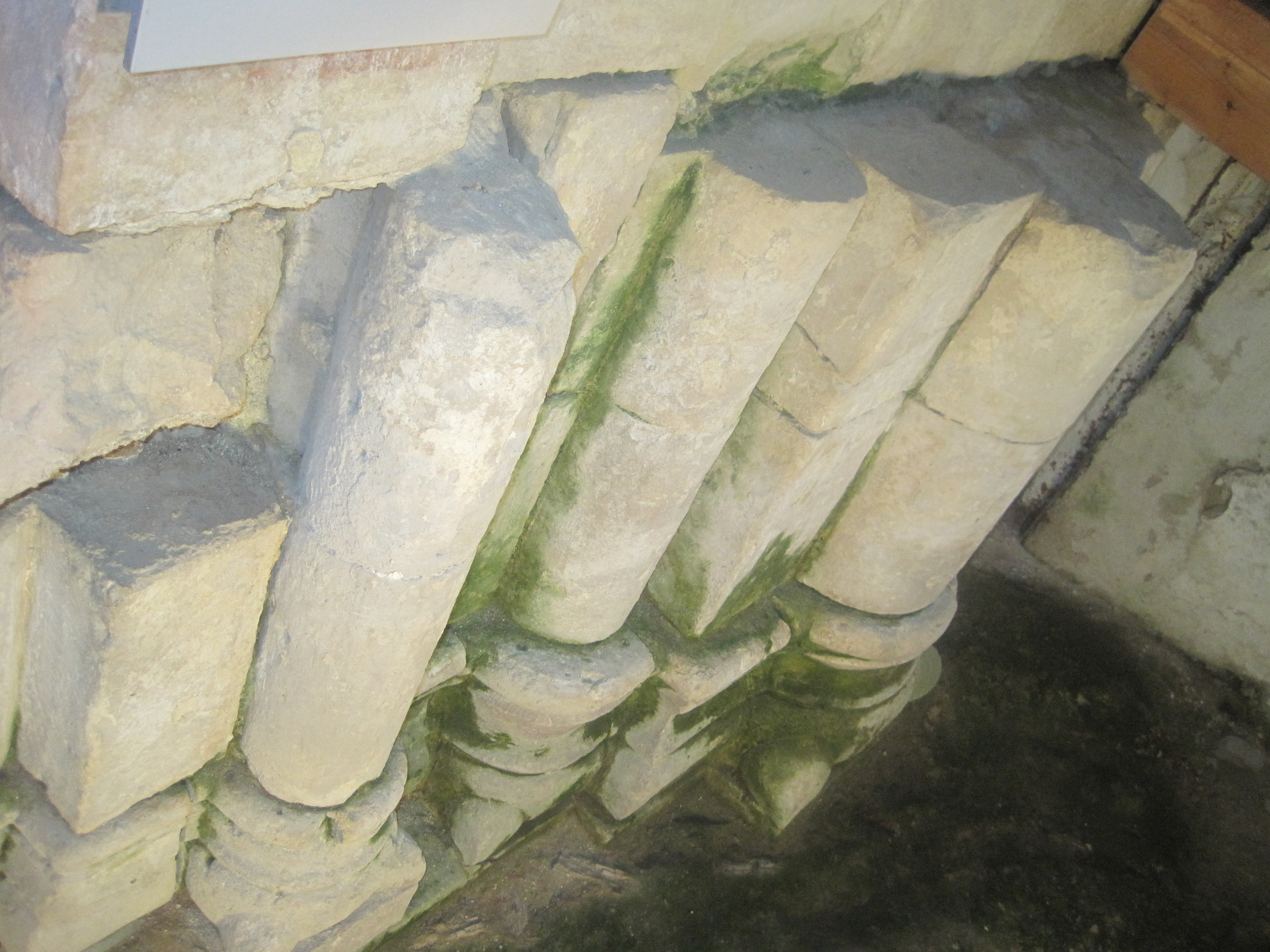
Odhalený sokl ústupkového portálu původního chrámu z 12. století
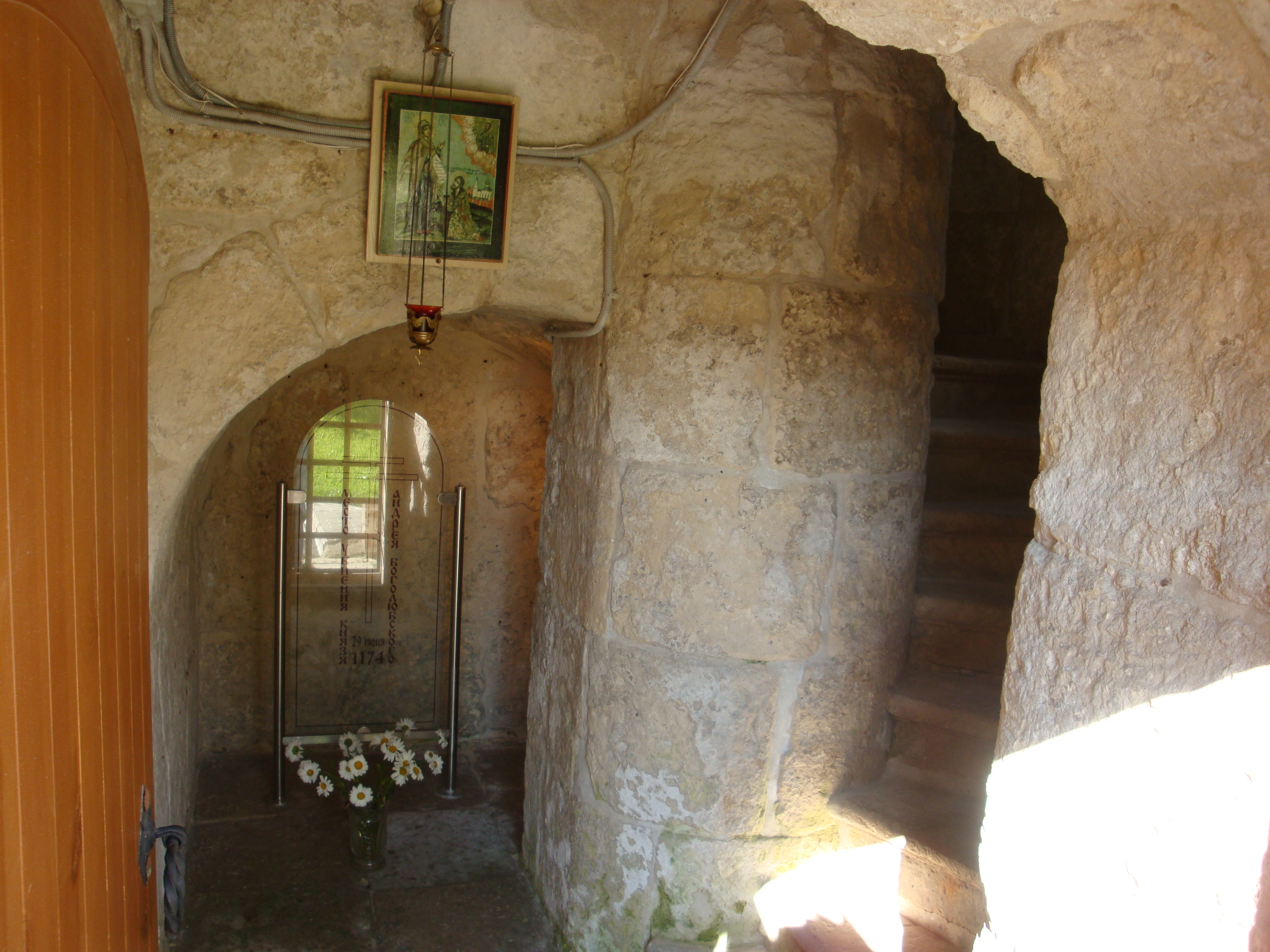
Uvnitř věže (skleněný panel před oknem připomíná místo zavraždění knížete Bogoljubského)

### Bogoljubský klášter

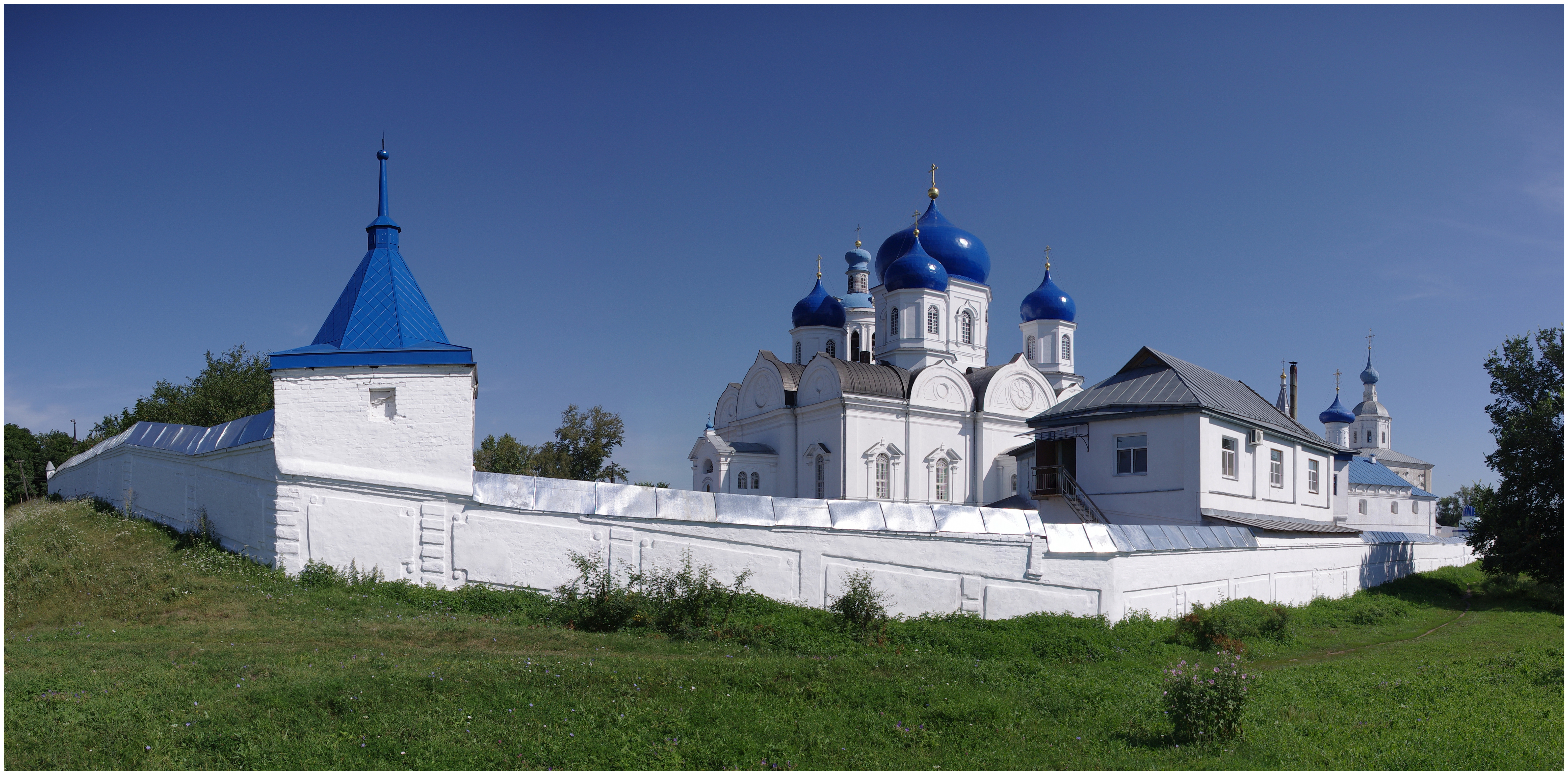
Klášterní komplex
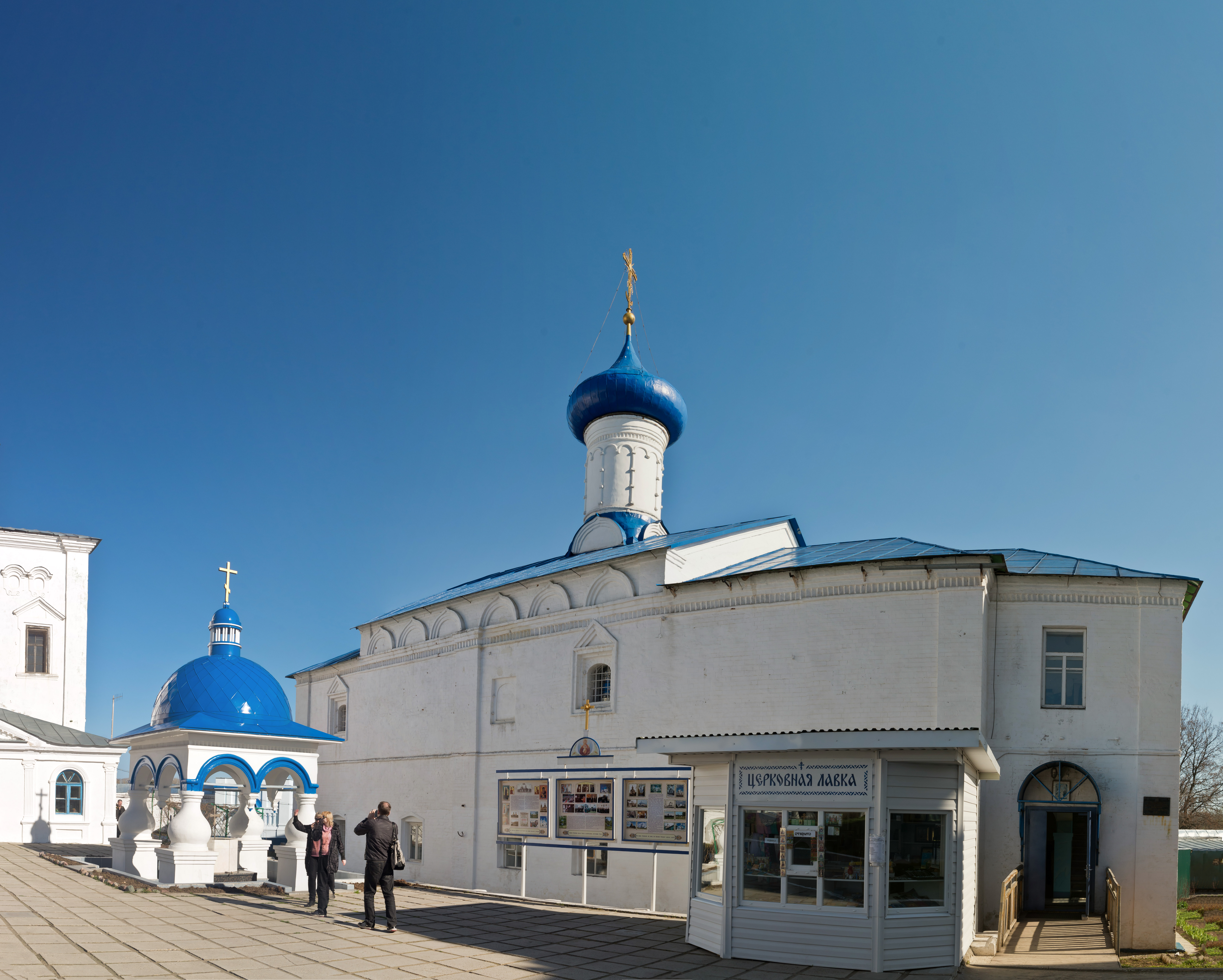
Chrám Zvěstování
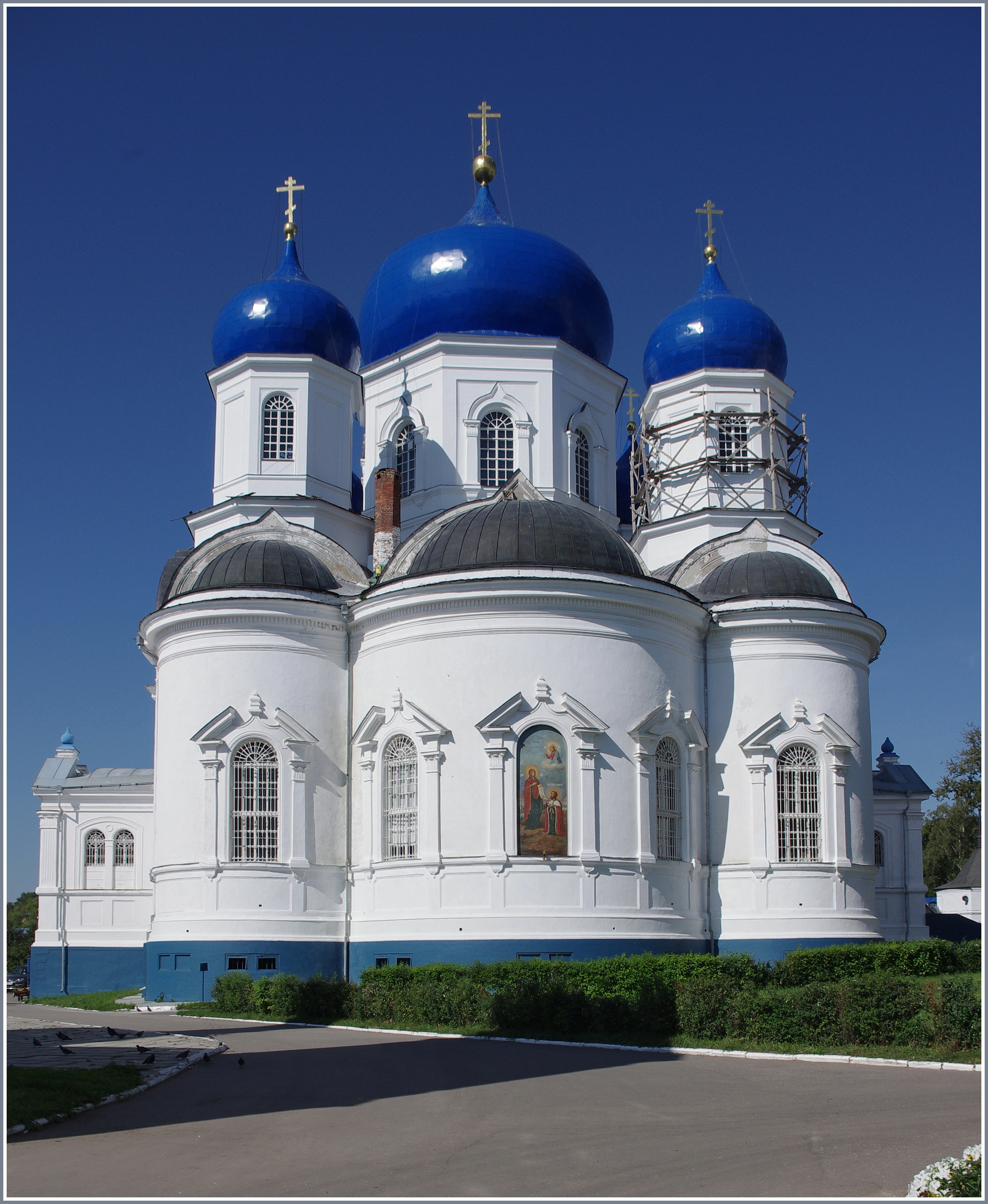
Chrám Bogoljubské ikony Boží Matky
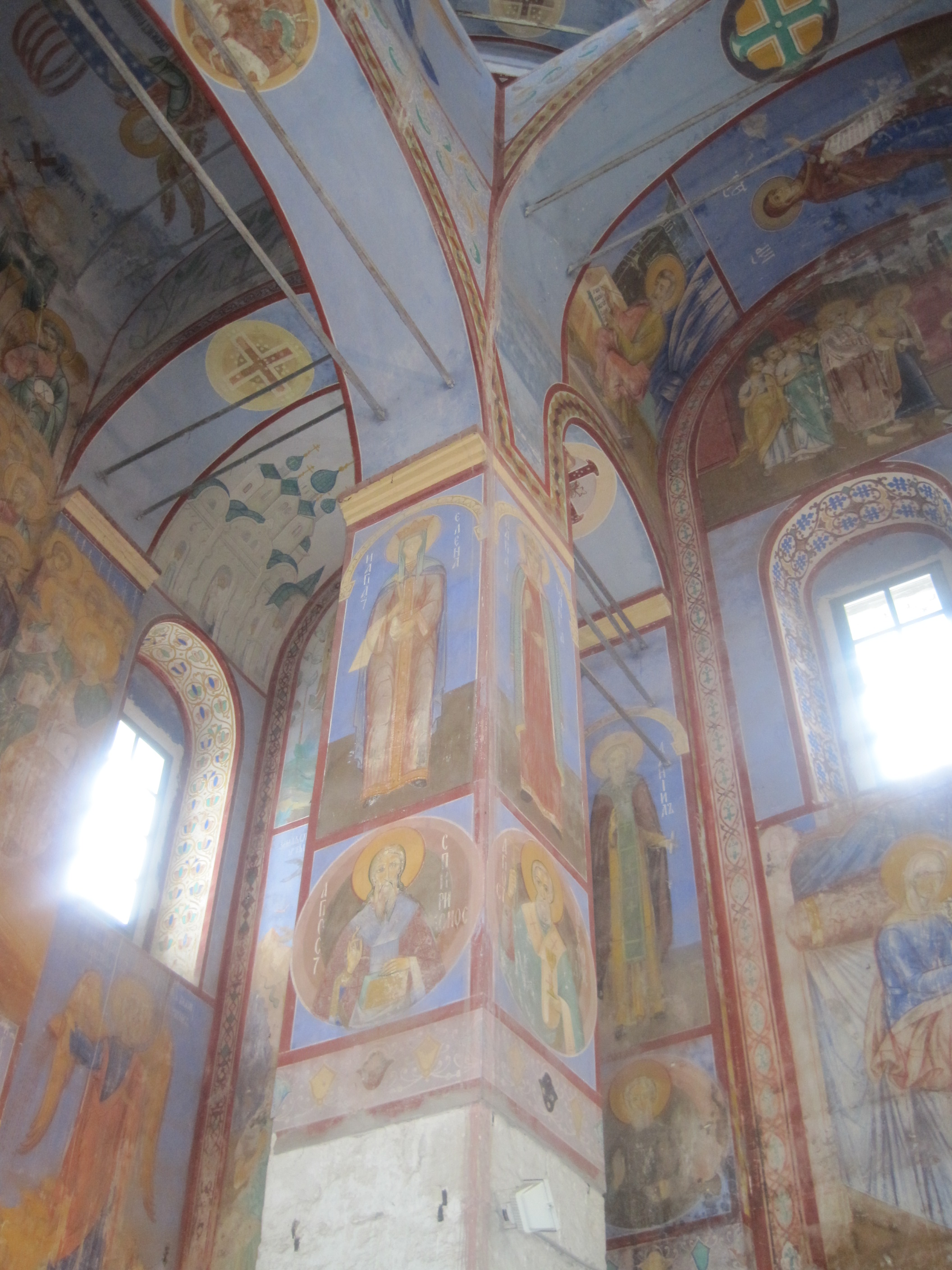
Interiér chrámu
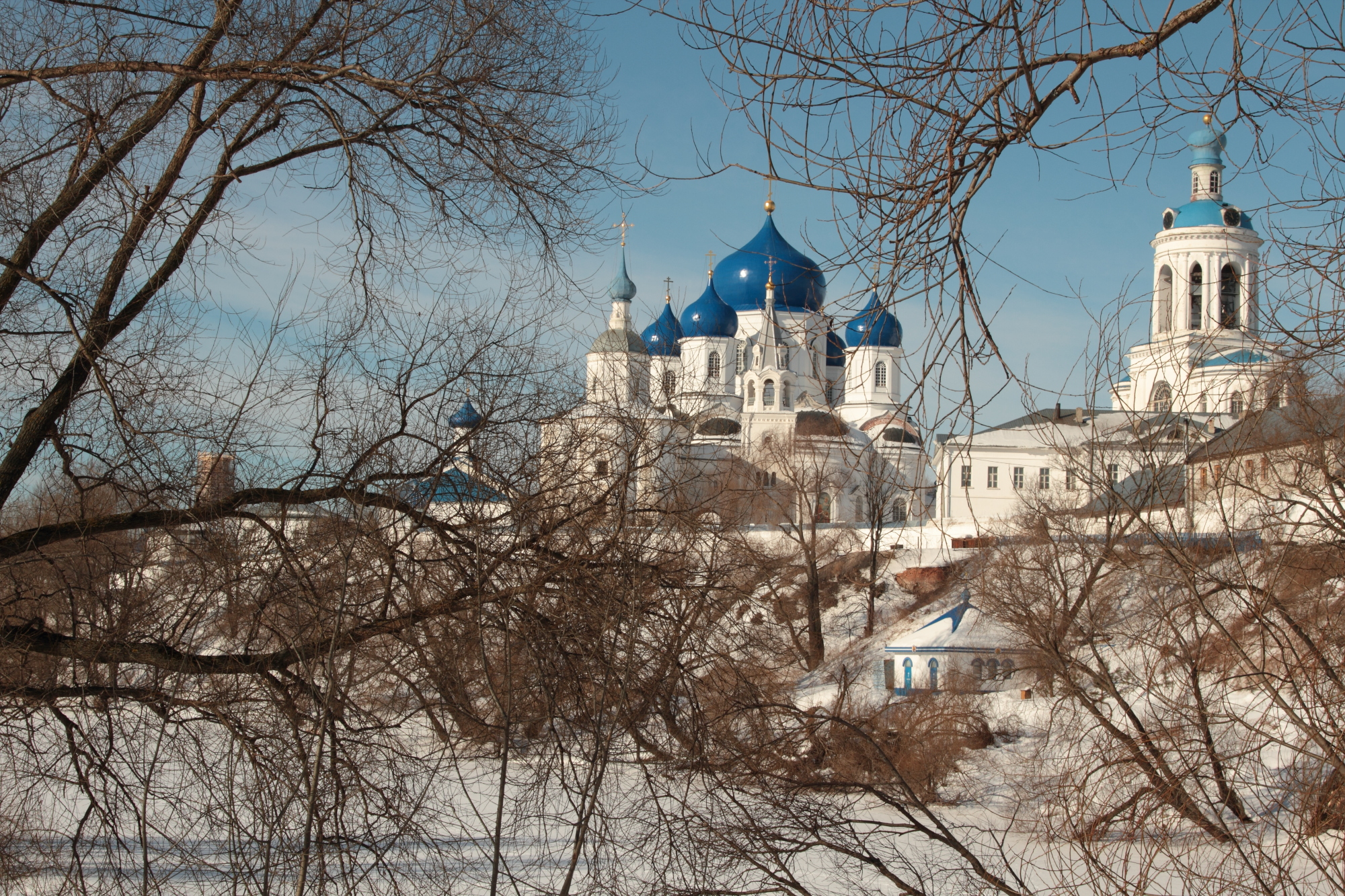
Celkový pohled na klášter, vpravo zvonice nad branou